# Tarmaschirin

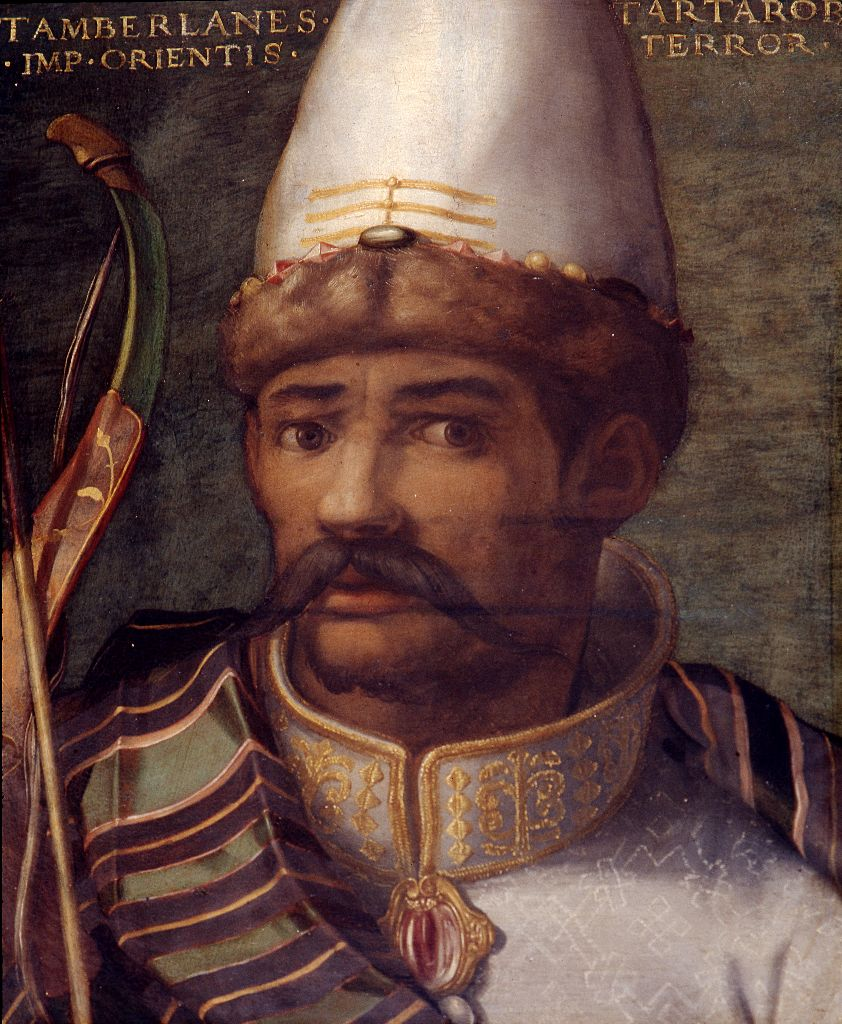
Tarmaschirin

Ala ad-Din Tarmaschirin († 1334) war ein Khan des mongolischen Tschagatai-Khanats aus der Dynastie der Tschagataiden.

## Leben
Tarmaschirin war vermutlich ein Sohn des Khan Du´a (auch Duwa, reg. 1282–1306) und kam in inneren Machtkämpfen mit zwei Rivalen auf den Thron. Seine Regierungszeit dauerte von etwa 1327 bis zu seiner Absetzung und Hinrichtung 1334.
Tarmaschirin war zum Ärger der traditionellen Mongolen aus dem Ili-Gebiet ein eifriger Muslim, ersetzte die Jassa in seinem Reich durch die Schari'a und residierte ständig in Transoxanien, wohin ihm wegen der Lehenvergabe viele Mongolen folgten. Hier war die Sesshaftigkeit, der Islam und die städtische Kultur viel stärker vertreten, was nicht ohne Einfluss auf die Nomaden blieb. Schon Tarmaschirins Vorgänger, sein Bruder Kebek (reg. 1309, 1318–26) hatte die Sesshaftigkeit begünstigt, indem er die Nomaden in territorial begrenzten Verwaltungsbezirken „zusammenpferchte“. Tarmaschirin setzte diese Politik verstärkt fort.
Der Khan führte zwei Kriege, einen gegen den Ilchan Abu Sa'id und einen gegen den Sultan von Delhi (1326/1327). Er empfing auch den Reisenden Ibn Battuta, der sich allerdings nicht nur günstig über den Zustand seines Landes äußerte.
Buzan, der Sohn eines gestürzten Vorgängers stellte sich an die Spitze der Opposition des Ili-Gebietes und besiegte den Khan bei Quzi Mandaq. Der Grund für den Aufstand waren die Missachtung der Jassa und des alten Stammlandes am Ili. Tarmaschirin floh zu den Qaraunas, wurde aber wieder eingefangen und bei Samarkand hingerichtet.
In den daraus folgenden Stammes- und Bürgerkriegen zerfiel das Khanat in zwei Teile: Im Westen entstand 1346 das Reich Emir Kazagans und anschließend 1370 das von Timur Lenk, im Osten – in Mogulistan  – blieben die Nachkommen Tschagatais im  Östlichen Tschagatai-Khanat noch bis ins 16. Jahrhundert an der Macht.